# 斯特里冰川
斯特里冰川（英語：Steuri Glacier）是南極洲的冰川，位於瑪麗伯德地，流經塔卡黑火山南坡，美國地質調查局根據測量和該國海軍的空中照片繪入地圖，現時由南極條約體系管理。